# Selma Krongold
Selma Krongold (ur. 18 sierpnia 1861 w Krakowie, zm. 9 października 1920 w Nowym Jorku) – polska śpiewaczka operowa (sopran) pochodzenia żydowskiego.

## Życiorys
Urodziła się w Krakowie jako córka Adolfa Krongolda i Luizy Hirshberg. Była siostrą skrzypka Hansa Krongolda i kuzynką pianisty Maurycego Moszkowskiego.
Uczyła się śpiewu u Arthura Nikischa w Królewskim Konserwatorium w Lipsku a następnie u Désirée Artôt w Konserwatorium Paryskim. W Lipsku rozpoczął się jej długi związek z dyrygentem Antonem Seidlem, który dyrygował w jej pierwszym występie w roli Agaty w operze Wolny strzelec. Została zaangażowana do Wagner Opera Company.
W 1885 wraz z Seidlem wyjechali do USA, gdzie zostali zatrudnieni w Metropolitan Opera.
W 1890 wyszła za mąż za holenderskiego skrzypka Jana Koerta, z którym rozwiodła się po dziesięciu latach ze względu na konflikty związane z życiem zawodowym.
Występowała w wielu operach na całym świecie. Zakończyła karierę w 1904.
Została pochowana na cmentarzu Mount Pleasant Cemetery w Hawthorne.